# Крумесе
Крумесе (њем. Krummesse) општина је у њемачкој савезној држави Шлезвиг-Холштајн. Једно је од 131 општинског средишта округа Херцогтум Лауенбург. Према процјени из 2010. у општини је живјело 1.533 становника. Посједује регионалну шифру (AGS) 1053075.

## Географски и демографски подаци
Крумесе се налази у савезној држави Шлезвиг-Холштајн у округу Херцогтум Лауенбург. Општина се налази на надморској висини од 15 метара. Површина општине износи 3,4 km². У самом мјесту је, према процјени из 2010. године, живјело 1.533 становника. Просјечна густина становништва износи 458 становника/km².

## Међународна сарадња
| Мјесто         | Држава    | Врста сарадње | Од    |
| -------------- | --------- | ------------- | ----- |
| Боненж ле Кале | Француска | партнерство   | 1995. |
| Извор          |           |               |       |